# Mon Martien favori (série télévisée)
Pour le film, voir Mon Martien bien-aimé.
Ne doit pas être confondu avec My Favorite Martians (série télévisée d'animation).
Mon Martien favori (My Favorite Martian) est une série télévisée américaine en 107 épisodes de 25 minutes dont 75 en noir et blanc, créée par John L. Greene et diffusée entre le 29 septembre 1963 et le 4 septembre 1966 sur le réseau CBS.
En Belgique, au Luxembourg et dans la région Est de la France (grâce à l'émetteur de télé Luxembourg), la série a été diffusée dans les années 70 sur RTL TV.
En France, la série a été rediffusée à partir de janvier 1991 dans l'émission Samdynamite sur FR3. Rediffusion à partir du 12 février 1992 dans C'est Lulo ! puis sur RTL9.

## Synopsis
Un jour, Tim O'Hara, un journaliste du Los Angeles Sun trébuche sur un vaisseau spatial qui s'est écrasé et en découvre que son passager est un Martien. Les deux deviennent ami et ils emménagent ensemble, Tim le présentant à son entourage comme son oncle Martin. 
Oncle Martin ressemble trait pour trait à un homme normal, à ceci près que des antennes rétractables peuvent sortir de sa tête et qu'il a divers pouvoirs tels l'invisibilité et la télépathie. C'est aussi un inventeur chevronné, et au fil des épisodes il construira notamment une machine à voyager dans le temps et un séparateur de molécules.

## Fiche technique
- Titre original : My Favorite Martian
- Titre français :  Mon Martien favori
- Création : John L. Greene
- Réalisation :  Oscar Rudolph et divers
- Direction artistique : James Hulsey, George W. Davis et divers
- Décors : Ross Dowd, Henry Grace et divers
- Costumes : Marjorie Henderson
- Photographie : Frank G. Carson et divers
- Montage : Stanley Frazen et divers
- Musique : George Greeley
- Production : Jack Chertok
- Société de production : Jack Chertok Television Productions, CBS Television Network
- Société de distribution : CBS Television Network
- Pays : États-Unis
- Langue : anglais
- Format : Noir et blanc (saisons 1-2) / Couleur (saison 3) - 35 mm - 1,37:1 - son mono
- Genre : comédie, science-fiction
- Nb. d'épisodes : 107 (3 saisons)
- Durée : 25 minutes
- Dates de première diffusion : 
  -  États-Unis : 29 septembre 1963
  -  France : janvier 1991

## Distribution
- Ray Walston : oncle Martin / le Martien
- Bill Bixby : Tim O'Hara
- Pamela Britton : Lorelei Brown
- Alan Hewitt : détective Bill Brennan
- J. Pat O'Malley : Mr. Burns (saison 1)
- Ann Marshall : Angela Brown (saison 1)
- Alan Hewitt : détective Bill Brennan (saisons 2 et 3)
- Roy Engel : le chef de la police (saison 3)
- Wayne Stam : Andromeda (saison 3)

## Épisodes

### Première saison (1963-1964)
1. Mon Martien favori (My Favorite Martian)
2. Titre français inconnu (The Matchmakers)
3. Il n'y a aucun remède pour le Martien commun (There Is No Cure for the Common Martian)
4. Russes R dans la saison (Russians R in Season)
5. Homme ou Amoeba (Man or Amoeba)
6. L'homme sur le divan (The Man on the Couch)
7. Une miche de pain, une cruche de vin, et des Peaches (A Loaf of Bread, a Jug of Wine and Peaches)
8. Titre français inconnu (The Awful Truth)
9. Titre français inconnu (Rocket to Mars)
10. Raffles n ° 2 (Raffles No. 2)
11. Titre français inconnu (The Atom Misers)
12. Titre français inconnu (That Little Old Matchmaker, Martin)
13. Comment être un héros sans vraiment essayer (How to Be a Hero Without Really Trying)
14. Titre français inconnu (Blood Is Thicker Than the Martian)
15. Titre français inconnu (Poor Little Rich Cat)
16. Rayon X pour un martien (Rx for Martian)
17. Titre français inconnu (Going, Going, Gone)
18. Qui suis je ? (Who Am I?)
19. Maintenant, vous le voyez, maintenant vous ne le voyer pas (Now You See It, Now You Don't)
20. Mon neveu l'Artiste (My Nephew the Artist)
21. Auto-stoppeur pour Mars (Hitchhike to Mars)
22. La diffusion de l'oncle Martin (Uncle Martin's Broadcast)
23. Un vieil, ami de la famille (An Old, Old Friend of the Family)
24. Titre français inconnu (Super-Duper Snooper)
25. L'inbatable Mme Brown (The Sinkable Mrs. Brown)
26. Martin et l'éternel triangle (Martin and the Eternal Triangle)
27. Danger! Haute tension (Danger! High Voltage!)
28. Si tu ne peut pas le lecher (If You Can't Lick Them)
29. Oncle Martin volant non-identifiés (Unidentified Flying Uncle Martin)
30. Comment vas tu les garder dans la pharmacie ? (How Are You Gonna Keep Them Down)
31. Mademoiselle Jekyll et Mademoiselle Hyde (Miss Jekyll and Hyde)
32. Qui détient le pouvoir ? (Who's Got the Power?)
33. Oh mes anternes me font mal (Oh, My Aching Antenna)
34. Titre français inconnu (The Disastro-nauts)
35. Secouez bien mais ne pas utiliser (Shake Well and Don't Use)
36. Un nez pour Nouvelles (A Nose for News)
37. La dent de sagesse de l'Oncle Martin (Uncle Martin's Wisdom Tooth)

### Deuxième saison (1964-1965)
1. Titre français inconnu (Dreaming Can Make It So)
2. Titre français inconnu (The Memory Pill)
3. Titre français inconnu (Three to Make Ready)
4. Titre français inconnu (Nothing But the Truth)
5. Titre français inconnu (Dial M for Martin)
6. Titre français inconnu (Extra! Extra! Sensory Perception!)
7. Titre français inconnu (My Uncle the Folk Singer)
8. Titre français inconnu (The Great Brain Robbery)
9. Titre français inconnu (Double Trouble)
10. Titre français inconnu (Has Anybody Seen My Electro-Magnetic Neutron Converting Gravitator?)
11. Titre français inconnu (Don't Rain on My Parade)
12. Titre français inconnu (Night Life of Uncle Martin)
13. Titre français inconnu (To Make a Rabbit Stew, First Catch a Martian)
14. Titre français inconnu (Won't You Come Home, Uncle Martin, Won't You Come Home?)
15. Titre français inconnu (The Case of the Missing Sleuth)
16. Titre français inconnu (How Are Things in Glocca, Martin?)
17. Titre français inconnu (Gesundheit, Uncle Martin)
18. Titre français inconnu (Martian Report #1)
19. Titre français inconnu (Uncle Martin and the Identified Flying Object)
20. Titre français inconnu (A Martian Fiddles Around)
21. Titre français inconnu (Humbug, Mrs. Brown)
22. Titre français inconnu (Crash Diet)
23. Titre français inconnu (Gone But Not Forgotten)
24. Titre français inconnu (Stop, or I'll Steam)
25. Titre français inconnu (The Magnetic Personality and Who Needs It)
26. Titre français inconnu (We Love You, Miss Pringle)
27. Titre français inconnu (Uncle Baby)
28. Titre français inconnu (Once Upon a Martian Mother's Day)
29. Titre français inconnu (Uncle Martin's Bedtime Story)
30. Titre français inconnu (006 3/4)
31. Titre français inconnu (Never Trust a Naked Martian)
32. Titre français inconnu (Martin's Favorite Martin)
33. Titre français inconnu (The Martian's Fair Hobo)
34. Titre français inconnu (A Martian Sonata in Mrs. B's Flat)
35. Titre français inconnu (The Green-Eyed Martian)
36. Titre français inconnu (El Señor from Mars)
37. Titre français inconnu (Time Out for Martin)
38. Titre français inconnu (Portrait in Brown)

### Troisième saison (1965-1966)
1. Titre français inconnu (Go West, Young Martian [1])
2. Titre français inconnu (Go West, Young Martian [2])
3. Titre français inconnu (Martin of the Movies)
4. Titre français inconnu (Keep Me from the Church on Time)
5. Titre français inconnu (I'd Rather Fight Than Switch)
6. Titre français inconnu (Tim, the Mastermind)
7. Titre français inconnu (Martin Goldfinger)
8. Titre français inconnu (Bottled Martian)
9. Titre français inconnu (Hate Me a Little)
10. Titre français inconnu (The Girl in the Flying Machine)
11. Titre français inconnu (The Time Machine is Waking Up That old Gang of Mine)
12. Titre français inconnu (Avenue C Mob)
13. Titre français inconnu (Tim and Tim Again)
14. Titre français inconnu (Loralei Brown vs. Everybody)
15. Titre français inconnu (The O'Hara Caper)
16. Titre français inconnu (Who's Got a Secret)
17. Titre français inconnu (Heir Today, Gone Tomorrow)
18. Titre français inconnu (Martin's Revoltin' Development)
19. Titre français inconnu (TV or Not TV)
20. Titre français inconnu (The Man from Uncle Martin)
21. Titre français inconnu (Martin, the Mannequin)
22. Titre français inconnu (Butterball)
23. Titre français inconnu (When a Martian Makes His Violin Cry)
24. Titre français inconnu (When You Get Back to Mars, Are You Going to Get it)
25. Titre français inconnu (Doggone Martian)
26. Titre français inconnu (Virus M for Martian)
27. Titre français inconnu (Our Notorious Landlady)
28. Titre français inconnu (Martin Meets His Match)
29. Titre français inconnu (Horse and Buggy Martin)
30. Titre français inconnu (Stop the Presses, I Want to Get Off)
31. Titre français inconnu (My Nut Cup Runneth Over)
32. Titre français inconnu (Pay the Man the $24)

## Autour de la série
La série est contemporaine, mais précède Ma sorcière bien-aimée, Jinny de mes rêves et d'autres séries des années 1960 centrées sur un personnage principal aux pouvoirs extraordinaires. Les trois séries mentionnées ont comme autre point commun d'avoir un générique en dessin animé, et elles ont aussi vu le passage du noir et blanc à la couleur. En effet, les deux premières saisons de Mon Martien favori furent tournées en noir et blanc et seule la dernière sera filmée en couleurs.
Enfin, ces séries ont en commun certains de leurs scénaristes, notamment John L. Greene, le créateur de Mon Martien favori.

## Adaptations
À l'automne 1973, une série animée My Favorite Martians en seize épisodes produite par Filmation, a été diffusée les samedis matins sur le réseau CBS.
Une adaptation cinématographique a été réalisée en 1999 par  Donald Petrie : Mon Martien bien-aimé.